# Abrar Osman
Abrar Osman (ur. 1 stycznia 1994) – erytrejski lekkoatleta specjalizujący się w biegach długich.
W 2010 zajął czwartą lokatę w eliminacjach wschodnioafrykańskich do igrzysk olimpijskich młodzieży, a następnie podczas tej imprezy zdobył złoto w biegu na 3000 metrów. Brązowy medalista mistrzostw świata juniorów młodszych z Lille Metropole (2011). Wicemistrz świata juniorów z 2012. W 2014 zdobył brązowy medal w biegu na 5000 metrów podczas mistrzostw Afryki w Marrakeszu. Brązowy medalista mistrzostw świata w półmaratonie w rywalizacji drużynowej (2016).
Rekordy życiowe: bieg na 3000 metrów – 7:39,70 (10 maja 2013, Doha); bieg na 5000 metrów – 13:04,12 (22 maja 2016, Hengelo).

## Osiągnięcia
| Rok  | Impreza                                                     | Miejsce         | Konkurencja      | Pozycja     | Wynik    |
| ---- | ----------------------------------------------------------- | --------------- | ---------------- | ----------- | -------- |
| 2010 | Kwalifikacje Afryki Wsch. do igrzysk olimpijskich młodzieży | Chartum         | bieg na 3000 m   | 4. miejsce  | 8:02,51  |
| 2010 | Igrzyska olimpijskie młodzieży                              | Singapur        | bieg na 3000 m   | 1. miejsce  | 8:07,24  |
| 2011 | Mistrzostwa świata juniorów młodszych                       | Lille Metropole | bieg na 3000 m   | 3. miejsce  | 7:40,89  |
| 2012 | Mistrzostwa świata juniorów                                 | Barcelona       | bieg na 5000 m   | 2. miejsce  | 13:40,52 |
| 2012 | Igrzyska olimpijskie                                        | Londyn          | bieg na 5000 m   | eliminacje  | 13:34,40 |
| 2013 | Mistrzostwa świata w biegach przełajowych                   | Bydgoszcz       | bieg seniorów    | 18. miejsce | 33:42    |
| 2014 | Mistrzostwa Afryki                                          | Marrakesz       | bieg na 5000 m   | 3. miejsce  | 13:36,42 |
| 2014 | Puchar interkontynentalny                                   | Marrakesz       | bieg na 3000 m   | 6. miejsce  | 8:01,20  |
| 2015 | Mistrzostwa świata w biegach przełajowych                   | Guiyang         | bieg seniorów    | 13. miejsce | 36:13    |
| 2015 | Mistrzostwa świata                                          | Pekin           | bieg na 5000 m   | eliminacje  | 13:45,55 |
| 2015 | Mistrzostwa świata                                          | Pekin           | bieg na 10 000 m | 6. miejsce  | 27:43,21 |
| 2015 | Igrzyska afrykańskie                                        | Brazzaville     | bieg na 5000 m   | 4. miejsce  | 13:23,79 |
| 2016 | Mistrzostwa świata w półmaratonie                           | Cardiff         | indywidualnie    | 7. miejsce  | 60:58    |
| 2016 | Mistrzostwa świata w półmaratonie                           | Cardiff         | drużynowo        | 3. miejsce  |          |
| 2016 | Igrzyska olimpijskie                                        | Rio de Janeiro  | bieg na 5000 m   | 10. miejsce | 13:09,56 |